# Peregrine Bertie (2e duc d'Ancaster et Kesteven)
Peregrine Bertie, 2e duc d'Ancaster et Kesteven (29 avril 1686 - 1er janvier 1742), titré Lord Willoughby de Eresby entre 1704 et 1715 et marquis de Lindsey entre 1715 et 1723, est un noble et un homme d'État britannique.

## Biographie
Il est le fils survivant aîné de Robert Bertie (1er duc d'Ancaster et Kesteven), Lord Willoughby de Eresby (par la suite 4e comte de Lindsey) et inscrit à Oxford et diplômé de l'université en 1702.
En 1708, il entre au Parlement en tant que député du Lincolnshire et est nommé conseiller privé la même année. Il siège à la Chambre des communes jusqu'en 1715, date à laquelle il est convoqué à la Chambre des lords par un bref d'accélération dans la baronnie de son père, Willoughby de Eresby.
Il est officier de la chambre à coucher de George Ier de 1719 à 1727. Il hérite en 1723, à la mort de son père, du reste des titres de ses titres et du grand office héréditaire de Lord-grand-chambellan. Il hérite également des sièges de la famille dans le Lincolnshire au château de Grimsthorpe et à Eresby et est nommé Lord Lieutenant du Lincolnshire à la place de son défunt père.

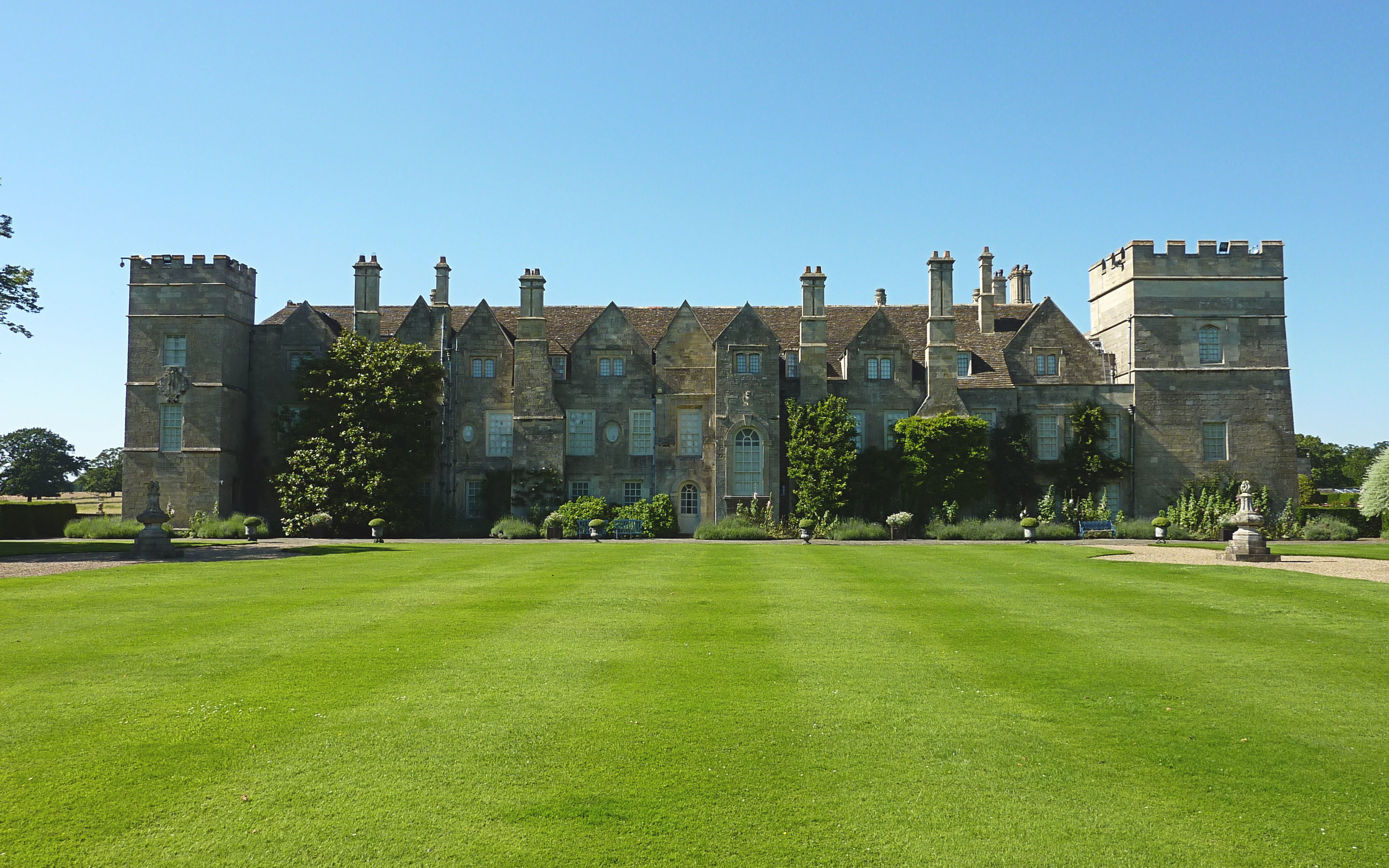
Château de Grimsthorpe

Il est nommé séquestre des loyers du duché de Lancastre dans le Lincolnshire de 1728 à mort et Lord Warden et Chief Justice à Eyre au nord de la Trente de 1734 à sa mort. Il siège au conseil des gouverneurs du Foundling Hospital lors la fondation de cette organisation en 1739.
En juin 1711, il épouse Jane Brownlow (décédée le 25 août 1736), fille de John Brownlow (3e baronnet), dont il a sept enfants:
- Peregrine Bertie (3e duc d'Ancaster et Kesteven) (1714-1778)
- Albemarle Bertie (décédé le 16 mai 1765), aveugle au début de sa jeunesse, joueur et sportif représenté par Hogarth
- Brownlow Bertie (5e duc d'Ancaster et Kesteven) (1729–1809)
- Mary Bertie (décédée le 23 mai 1774), mariée le 21 février 1747 à Samuel Greatheed
- Albinia Bertie (décédée le 12 février 1754), mariée en 1744 Francis Beckford
- Jane Bertie (décédée le 21 août 1793), mariée le 31 mars 1743 au général Edward Mathew (en)
- Caroline Bertie (décédée le 4 juin 1744), mariée à George Dewar